# Abd al-Majid ibn Abdun
 (août 2023).
Abd al-Majid ibn Abdun al-Yaburi ou simplement ibn Abdun (c. 1050-1135, mort à Évora), est un poète d'Al-Andalus. 

## Biographie
Il était le secrétaire d'Umar ibn Mohammed al-Mutawakkil, l'un des deux rois du Taïfa de Badajoz de la dynastie berbère aftasides. Lorsque Badajoz est conquis par les Almoravides, Ibn Abdun devient le secrétaire de Yusuf ibn Tashfin et plus tard de son fils Ali ibn Yusuf. 
Il écrit un diwan. Un de ses poèmes les plus connus est une qasida (élégie) sur la chute de la maison des Aftasides, connue sous le nom d' al-Qasidah al-bassamah ou parfois d' Abduniyya. Ibn Badrun, lui-même un poète bien connu d'Al-Andalus, écrit un long commentaire sur les poèmes et la prose d'Ibn Abdun (Coupe de la fleur et coquille de la perle), traduit et édité par Reinhart Dozy en 1848.